# 斯潘塞·霍斯
斯潘塞·霍斯（英語：Spencer Hawes，1988年4月28日—），美国NBA职业篮球运动员，司职中锋，在2007年NBA选秀中被萨克拉门托国王选中。他是NBA退役球员史蒂夫·霍斯的侄子。
霍斯是一名背筐技术非常成熟的传统高中锋，不但篮下步伐精湛，而且左右手的得分感觉都很好，年纪虽小但已经练出成套的攻击套路。在18尺内有稳定的射篮手感，偶尔也能投三分。出色的传球能力是他的最大特点，但是他的身体素质一般，弹跳能力也不突出。

## 高中时期
霍斯和马特尔·韦伯斯特选择进入当地的篮球名校西雅圖預科高中就读，司职校队中锋，高中最后一年的2005-06赛季，得到场均19.9分，11.3篮板和3.1封盖领衔球队夺得了州冠军，并且成为赛事的最有价值球员。 他原本计划参加2006年NBA选秀，但是NBA颁布新规定，高中生球员毕业后一年才有资格参加选秀大会。

## 大学时期
在许多高年级的学长相继离开了球队，包括NBA后卫布兰顿·罗伊和费城76人的鲍比·琼斯，主教练罗马尔曾说他期望霍斯在他的新秀赛季在球队中担以大任。 霍斯是这一年次中继格雷格·奥登之后公认的全美第二中锋球员。
- 在2005-2006赛季，霍斯被选为美联社全美最佳阵容，麦当劳全美明星阵容，《展示杂志》全美最佳阵容和《今日美国》全美最佳阵容][3]
- 2006荣获给他力华盛顿州年度最佳男篮球员和西雅图时报的最佳球员。
- 2006年夏天，他进入美国国家篮球U-18青年队（教练为华盛顿的洛伦佐·罗马尔），击败了阿根廷队夺取了FIBAU-18锦标赛的冠军，在决赛中他贡献了24分和10个篮板的「两双」成绩。

## NBA生涯
他在2007年NBA选秀中第一轮第10顺位被萨克拉门托国王选中。

## 个人资料
霍斯是保守派共和党人，并且批评美国前副总统艾伯特·戈尔的环保纪录片《不願面對的真相》。据有线电视ESPN称，霍斯乐于谈论政治，在他汽车保险杆的上贴有"I 'heart' Bush"的标签。